# Бутт, Ханс-Йорг
Ханс-Йорг Бутт (нем. Hans Jörg Butt; род. 28 мая 1974, Ольденбург, Нижняя Саксония) — немецкий футболист, вратарь. Выступал за клубы «Ольденбург», «Гамбург», «Байер», «Бенфика» и «Бавария». Провёл 4 матча за сборную Германии. В «Гамбурге», «Байере» и «Баварии» был штатным пенальтистом.
С пенальти Бутт забил 26 мячей в Бундеслиге, а также три мяча в Лиге чемпионов, причём все три — «Ювентусу», выступая при этом за разные клубы — «Гамбург», «Байер» и «Баварию».

## Карьера

### Клубы
Воспитанник клуба «Гроссенкнетен». В 1991 году перешёл в «Ольденбург», за который впервые сыграл в основной команде в сезоне 1993/94. В 1996 году команда поднялась во Вторую Бундеслигу, в которой Ханс-Йорг Бутт дебютировал 4 августа в домашнем матче против «Меппена», закончившемся ничьей 1:1. 22 сентября «Ольденбург» проиграл «Вольфсбургу» со счетом 1:4; единственный гол за свою команду забил Бутт.
В 1997 году сменил «Ольденбург» на «Гамбург» и вытеснил из основного состава Рихарда Гольца, став основным голкипером команды на последующие 4 года. 3 августа 1997 года дебютировал в Бундеслиге в матче против «Боруссии» из Мёнхенгладбаха. Первый гол в Бундеслиге забил 12 сентября 1998 года с пенальти, назначенного в ворота «Вольфсбурга». В сезоне 1999/00 стал одним из трех лучших бомбардиров «Гамбурга», поразив ворота соперника 9 раз и все 9 раз с пенальти.
С 2001 по 2007 год играл в «Байере». С 3 августа 1997-го по 10 февраля 2007 года Бутт пропустил всего 4 игры немецкой футбольной лиги; 10 февраля на 28-й минуте он был удален с поля в матче против «Айнтрахта», после чего отбывал дисквалификацию, а вместо него на поле выходил Рене Адлер, который впоследствии вытеснил Бутта из основы. 30 апреля 2007 года контракт с «Байером» был преждевременно расторгнут.
Несмотря на предложения от клубов Англии и Испании, Бутт все же решил принимать участие в квалификационном раунде Лиги чемпионов в составе лиссабонской «Бенфики». Первая его игра за новый клуб состоялась 28 октября 2007 года против «Маритиму». Конкуренция с резервным вратарем сборной Португалии Кимом за место в основном составе «Бенфики» оказалась слишком высока, контракт с клубом был расторгнут по обоюдному согласию.
«Бавария» пригласила Бутта в сезоне 2008/09 как игрока с международным опытом. В апреле 2009 года при тогдашнем тренере Юргене Клинсманне стал основным вратарем. Место в основе команды он сохранил и после прихода в команду нового тренера Луи ван Гала, хотя первоначально основным вратарем был назначен Михаэль Рензинг. Но после неубедительной игры Рензинга в трех первых турах Бундеслиги, было решено вернуть Бутта в ворота мюнхенского суперклуба. 8 декабря 2009 года забил пенальти, назначенный в ворота «Ювентуса» в последнем матче группового тура Лиги Чемпионов, став наряду с Жаном-Мари Пфаффом единственным вратарем «Баварии», кому это удавалось.
В январе 2010 года Бутт продлил контракт с «Баварией» до 30 июля 2011. Трансферная стоимость игрока на 1 ноября 2010 составляла 2,5 миллиона евро.
В сезоне 2010/11 уступил место в основном составе молодому воспитаннику Томасу Крафту. После ухода из клуба Луи ван Гала Ханс-Йорг вернулся в основной состав. В мае 2011 года продлил контракт с клубом ещё на один год, по окончании которого должен стать координатором молодёжной системы Баварии.

### Национальная сборная
В составе Бундестим дебютировал 7 июня 2000 года в товарищеском матче против команды Лихтенштейна. На чемпионат Европы 2000 года поехал третьим вратарём. В дальнейшем сыграл за сборную лишь один тайм. 22 марта 2002 года в игре против команды США, закончившейся со счетом 4:2 в пользу немцев, был заменен Франком Ростом. На Чемпионате Мира-2002 был вторым вратарем, но на поле так и не вышел. На свою третью игру за сборную вышел 1 июня 2003 года против канадцев, завершившуюся победой подопечных Руди Фёллера, и опять был заменен Ростом. После того, как основной вратарь Рене Адлер из-за травмы не смог поехать на Чемпионат в Южную Африку, Бутт снова получил вызов в сборную и сыграл 10 июля 2010 года в матче за третье место против команды Уругвая, завершившемся победой немцев 3:2.

## Достижения

### Клуб
- Чемпион Германии: 2009/10
- Обладатель Кубка Германии: 2009/10
- Обладатель Суперкубка Германии: 2010
- Финалист Лиги чемпионов: 2001/02, 2009/10, 2011/12
- Рекордсмен среди вратарей Бундеслиги по числу забитых мячей — 26

### Сборная
- Серебряный призёр Чемпионата мира 2002
- Бронзовый призёр ЧМ-2010